# Tutta l'Italia
«Tutta l'Italia» («Toda Italia») es una canción de 2025 del DJ y productor italiano Gabry Ponte, con la voz no acreditada de Andrea Bonomo. Se lanzó a través de Gekai y Warner el 31 de enero de 2025 y se utilizó como tema oficial del Festival de la Canción de San Remo 2025. Posteriormente, ganó el Festival San Marino Song Contest y representó a dicho país en el Festival de la Canción de Eurovisión 2025.
La canción combina ritmos electrónicos y dance con elementos de la canción y la tradición italianas, como el acordeón, la tarantela y referencias a la cultura pop italiana.

## Vídeo musical
El vídeo musical de «Tutta l'Italia», dirigido por Attilio Cusani, se lanzó el 15 de febrero de 2025 a través del canal de YouTube de Gabry Ponte.

## Posición en listas
| Lista (2025)                      | Máxima posición |
| --------------------------------- | --------------- |
| Italia (FIMI)                     | 23              |
| Italy Airplay (EarOne)            | 23              |
| San Marino Airplay (SMRTV Top 50) | 41              |
| Suecia (Sverigetopplistan)        | 91              |